# 孙光荣
孙光荣（1941年11月—），男，汉族，祖籍安徽庐江，生于湖南浏阳，中国中医药学家，湖南省中医药研究院文献信息研究所原所长，北京中医药大学中医药文化研究院院长，第二届国医大师。